# Col des Étots
Le col des Étots est un col qui se situe dans le département de la Meuse, en région Grand Est.

## Géographie
Il est situé dans un environnement forestier, sur la commune de Beaulieu-en-Argonne, au sud du village. La RD 2b le traverse.